# Florian Toplitsch
Florian Toplitsch (* 7. September 1991) ist ein österreichischer Fußballspieler.

## Karriere
Toplitsch begann seine Karriere beim SV Lohbach/Kranebitten. 2000 wechselte er zum FC Wacker Tirol. 2005 kam er in die AKA Tirol. Im Sommer 2009 wechselte er zu den Amateuren des FC Wacker Innsbruck. Nach über 50 Spielen für Innsbruck II wechselte er zur Saison 2011/12 zur WSG Wattens. Mit den Wattenern scheiterte er in der Saison 2011/12 erst im Play-off am Aufstieg.
In der Saison 2015/16 konnte man schließlich Meister der Regionalliga West werden und somit in den Profifußball aufsteigen. Sein Debüt in der zweiten Liga gab er am vierten Spieltag der Saison 2016/17 gegen den SC Wiener Neustadt, als er in Minute 70 für Lukas Katnik eingewechselt wurde. Mit der WSG Wattens stieg er 2019 als Zweitligameister in die Bundesliga auf, woraufhin sich der Verein in WSG Tirol umbenannte. In insgesamt zehn Jahren beim Verein kam der Mittelfeldspieler zu 222 Einsätzen in den höchsten drei Spielklasse, in denen er zwölf Tore machte. Nach der Saison 2020/21 verließ er die Wattener und wechselte zum viertklassigen SV Völs.